# Up All Night (원 디렉션의 음반)
| 전문가 평가          | 전문가 평가 |
| 총 점수              | 총 점수     |
| 출처                 | 점수        |
| -------------------- | ----------- |
| 메타크리틱           | 64/100      |
| 평가 점수            |             |
| 출처                 | 점수        |
| AllMusic             | [ 3 ]       |
| Entertainment Weekly | B+          |
| The Independent      | [ 5 ]       |
| PopMatters           | [ 6 ]       |
| Rolling Stone        | [ 7 ]       |
| Spin                 | 5/10        |
| USA Today            | [ 9 ]       |

《Up All Night》는 2011년 11월 사이코 뮤직이 아일랜드와 영국에서 발매한 영국과 아일랜드의 보이 밴드 원 디렉션의 데뷔 스튜디오 음반이다. 2010년 12월, 원 디렉션은 영국의 리얼리티 노래 경연대회인 《더 엑스 팩터》의 일곱 번째 시리즈에서 3위를 차지한 지 4개월 후, 스웨덴, 영국, 미국에서 다양한 작가와 프로듀서와 함께 음반을 녹음하기 시작했다. 이 음반의 서정적인 내용은 젊음, 관계, 비통함, 그리고 권한 부여에 관한 것이다.
이 음반은 현대 음악 비평가들로부터 대체적으로 호의적인 평가를 받았는데, 그들 중 많은 사람들은 이 음반의 멜로디 송 크래프트와 세련되게 제작되었지만, 80년대와 90년대 선조들의 상업적 냉소와 어덜트 컨템포러리 자세를 피했다는 것을 높이 평가했다. 이 음반은 영국 음반 차트에서 2위를 차지했고, 결국 2011년 영국에서 가장 빨리 팔린 데뷔 음반이 되었다. 《Up All Night》는 첫 주에 176,000장이 팔리며 미국 빌보드 200에서 1위로 데뷔했다. 《Up All Night》는 국제적인 성공을 거두었고, 이 음반은 16개국에서 차트 1위를 차지했다. 국제 음반 산업 협회(IFPI)에 따르면 《Up All Night》는 전 세계적으로 450만 장의 판매고를 올리며 2012년 세 번째 글로벌 베스트셀러 음반이었다.
《Up All Night》는 그룹의 베스트셀러 음반이자 2012년 세 번째 베스트셀러 데뷔 음반이 되었다. 영국 싱글 차트 톱 10 히트곡 〈What Makes You Beautiful〉, 〈Gotta Be You〉, 〈One Thing〉을 포함하여 4개의 싱글이 발매되었다.

## 배경
2010년 《더 엑스 팩터》 일곱 번째 시리즈에서 3위를 차지한 후, 원 디렉션은 사이먼 코웰과 2백만 파운드의 사이코 뮤직 음반 계약을 맺었다. 2011년 1월, 그들은 모로코계 스웨덴인 프로듀서 레드원과 함께 로스앤젤레스로 날아가 데뷔 음반 녹음을 시작했다. 2011년 2월, 원 디렉션과 9명의 참가자들이 더 엑스 팩터 라이브 투어에 참여했다. 2011년 4월 투어가 끝난 후, 그룹은 그들의 데뷔 음반 작업을 계속했다. 원 디렉션은 프로듀서 칼 포크, [사반 코텍아]], 스티브 맥, 레드원, 토비 개드, 라미 야쿠브 등과 함께 작업하면서 스웨덴, 미국, 영국에서 녹음이 진행되었다. 이 음반에는 에드 시런, 켈리 클락슨, 톰 플레처가 작곡한 노래도 수록되어 있다.

## 곡 목록
| #            | 제목                         | 작사·작곡                                                                             | 프로듀서                          | 재생 시간 |
| ------------ | ---------------------------- | ------------------------------------------------------------------------------------- | --------------------------------- | --------- |
| 1.           | 〈What Makes You Beautiful〉 | Rami Yacoub Carl Falk Savan Kotecha                                                   | Yacoub Falk                       | 3:21      |
| 2.           | 〈Gotta Be You〉             | Steve Mac August Rigo                                                                 | Steve Mac                         | 4:06      |
| 3.           | 〈One Thing〉                | Yacoub Falk Kotecha                                                                   | Yacoub Falk                       | 3:19      |
| 4.           | 〈More Than This〉           | Jamie Scott                                                                           | Brian Rawling Paul Meehan         | 3:50      |
| 5.           | 〈Up All Night〉             | Kotecha Matt Squire                                                                   | Matt Squire                       | 3:16      |
| 6.           | 〈I Wish〉                   | Yacoub Falk Kotecha                                                                   | Yacoub Falk                       | 3:38      |
| 7.           | 〈Tell Me a Lie〉            | Kelly Clarkson Tom Meredith Shep Solomon                                              | Meredith Solomon                  | 3:19      |
| 8.           | 〈Taken〉                    | Toby Gad Lindy Robbins Harry Styles Liam Payne Louis Tomlinson Niall Horan Zayn Malik | Gad                               | 3:59      |
| 9.           | 〈I Want〉                   | Tom Fletcher                                                                          | Richard "Biff" Stannard Ash Howes | 2:55      |
| 10.          | 〈Everything About You〉     | Steve Robson Wayne Hector Styles Payne Tomlinson Horan Malik                          | Robson                            | 3:39      |
| 11.          | 〈Same Mistakes〉            | Robson Hector Styles Payne Tomlinson Horan Malik                                      | Robson                            | 3:40      |
| 12.          | 〈Save You Tonight〉         | Kotecha Nadir Khayat BeatGeek Jimmy Joker Teddy Sky Achraf Jannusi Alaina Beaton      | Khayat BeatGeek Joker             | 3:27      |
| 13.          | 〈Stole My Heart〉           | Scott Meehan                                                                          | Rawling Meehan                    | 3:27      |
| 총 재생 시간 | 총 재생 시간                 | 총 재생 시간                                                                          | 총 재생 시간                      | 45:56     |

## 인증
| 국가                                                                                         | 인증            | 판매량/출하량 |
| -------------------------------------------------------------------------------------------- | --------------- | ------------- |
| 아르헨티나 (CAPIF)                                                                           | 플래티넘        | 40,000^       |
| 오스트레일리아 (ARIA)                                                                        | 5× 플래티넘     | 350,000^      |
| 오스트리아 (IFPI 오스트리아)                                                                 | 골드            | 10,000*       |
| 캐나다 (뮤직 캐나다)                                                                         | 3× 플래티넘     | 240,000^      |
| 콜롬비아                                                                                     | 2× 플래티넘     |               |
| 칠레                                                                                         | 플래티넘        | 10,000        |
| 덴마크 (IFPI Danmark)                                                                        | 2× 플래티넘     | 40,000        |
| 핀란드 (Musiikkituottajat)                                                                   | 골드            | 10,811        |
| 프랑스 (SNEP)                                                                                | 골드            | 50,000*       |
| 독일 (BVMI)                                                                                  | 골드            | 100,000       |
| 그리스 (IFPI 그리스)                                                                         | 골드            | 3,000^        |
| 아일랜드 (IRMA)                                                                              | 2× 플래티넘     | 30,000^       |
| 이탈리아 (FIMI)                                                                              | 2× 플래티넘     | 120,000*      |
| 일본 (RIAJ)                                                                                  | 플래티넘        | 250,000^      |
| 멕시코 (AMPROFON)                                                                            | 다이아몬드+골드 | 330,000       |
| 뉴질랜드 (RMNZ)                                                                              | 3× 플래티넘     | 45,000^       |
| 페루                                                                                         | 골드            |               |
| 필리핀 (PARI)                                                                                | 4× 플래티넘     | 60,000*       |
| 폴란드 (ZPAV)                                                                                | 플래티넘        | 20,000*       |
| 포르투갈 (AFP)                                                                               | 골드            | 7,500^        |
| 스페인 (PROMUSICAE)                                                                          | 골드            | 20,000^       |
| 스웨덴 (GLF)                                                                                 | 플래티넘        | 40,000        |
| 영국 (BPI)                                                                                   | 4× 플래티넘     | 1,086,434     |
| 미국 (RIAA)                                                                                  | 3× 플래티넘     | 2,095,000     |
| 베네수엘라                                                                                   | 4× 플래티넘     |               |
| 요약                                                                                         |                 |               |
| 유럽 (IFPI)                                                                                  | 플래티넘        | 1,000,000*    |
| *판매량을 기반으로 한 인증 · ^출하량을 기반으로 한 인증 · 판매량+스트리밍을 기반으로 한 인증 |                 |               |

## 같이 보기
- 원 디렉션